# Marko Simić
Marko Simić (in serbo Марко Симић?; Belgrado, 16 giugno 1987) è un calciatore serbo naturalizzato montenegrino, difensore del Liepāja.

## Palmarès

### Club

#### Competizioni nazionali
- Coppa d'Ungheria: 1

Honvéd: 2008-2009
- Campionato bielorusso: 2

BATĖ Borisov: 2011, 2012
- Supercoppa di Bielorussia: 1

BATĖ Borisov: 2011